# Foughala
Foughala là một đô thị thuộc tỉnh Biskra, Algérie. Dân số thời điểm năm 2002 là 9.713 người.